# Artur von Behr
Artur Freiherr von Behr (* 20. März 1904 in Tomsk; † 1974) war ein deutsch-baltischer Verleger und politischer Aktivist.

## Leben
Seine Eltern waren Arthur Freiherr von Behr (* 1862 in Behnen; † 1909 in Mitau), ein deutsch-baltischer Polizeimeister in Mitau und Libau, und Wanda Baronin von der Ropp (* 1877 in Paplacken).

### NS-Bewegung
Zum 11. Mai 1925 trat von Behr der NSDAP bei (Mitgliedsnummer 3.934). Von 1926 bis 1929 begründete und leitete von Behr den Nationalsozialistischen Studentenbund in Berlin und trat gegen eine unpolitische „Spießerideologie“ ein.
Über seine Schwester Josefine, die bei Joseph Goebbels als Sekretärin arbeitete und vermutlich auch mit ihm liiert war, hatte er Einblicke in die NS-Führung. Doch setzte er dann auf die angebliche linke NS-Verschwörung des Walther Stennes, bei dem seine Schwester nun als Sekretärin arbeitete. Mit ihrem Scheitern ging seine Chance auf eine Karriere unter. 1931 trat er aus der Partei aus. Nach von Oertzen (s. u.) soll er bereits Kontakte zu sozialistischen Linken gesucht haben.
Vor dem Nürnberger Parteitag 1929 versammelte Behr deutschbaltische Parteigänger, darunter Alfred Rosenberg, um mit dem 20-jährigen Theodor Lawrynowicz (aus Misdroy) eine NS-Zeitschrift Der Baltische Beobachter für Baltendeutsche zu konzipieren, die in einer Auflage von bis zu 800 Exemplaren (1933) erschien, um einen Zusammenhalt zwischen den im Ausland lebenden Deutschbalten herzustellen. Die Auflage wuchs, als das Blatt zum regierungsnahen Blatt aufstieg, insbesondere im Zuge der Umsiedlung der Deutschbalten nach dem Hitler-Stalin-Pakt bzw. dem Deutsch-Sowjetischen Grenz- und Freundschaftsvertrag im Jahre 1939, auf ca. 5000. Doch verschwand dann der Begriff baltisch aus dem Titel (nun Ost-Rundschau), bevor das Blatt 1941 eingestellt wurde. Später gab er noch einige Ausgaben des nachfolgenden Remter heraus, die der deutsch-baltische Journalist und Rosenberg-Vertraute Harald Siewert verantwortete.

### Nach 1945
Seit 1948 erschienen in Westdeutschland für die Flüchtlinge und Vertriebenen aus dieser Region Baltische Briefe, herausgegeben durch Wolf Jaroslaw von Kleist (1922–2000) und gedruckt ab 1949 in der kleinen Druckerei von Behrs in Bovenden bei Göttingen. Dieser gab aber ab 1950 die Baltische Rundschau als neue Zeitschrift heraus, die 1954 nach einigen Auseinandersetzungen auch innerhalb des Verbandes der Baltendeutschen (Deutschbaltische Landsmannschaft ab 1950) in den Briefen aufging.
Behr, der schon bald nach 1945 in die SPD – seine Schwester war seit 1940 die Ehefrau des zum niedersächsischen Ministerpräsidenten gewählten Hinrich Wilhelm Kopf – eingetreten war, verlagerte nun sein Interesse auf den linken Sozialismus. So druckte er 1955 Leo Koflers Marxistischer oder ethischer Sozialismus? zur Auseinandersetzung mit den Gefolgsleuten Leonard Nelsons in der SPD-Führung. In Göttingen kam er in Kontakt mit jungen Sozialdemokraten des linken Flügels wie Peter von Oertzen und Trotzkisten, für die er die Zeitschrift pro und kontra druckte. Mit dem renommierten Ernest Mandel und Göttinger Genossen gab von Oertzen die Sozialistische Politik heraus.

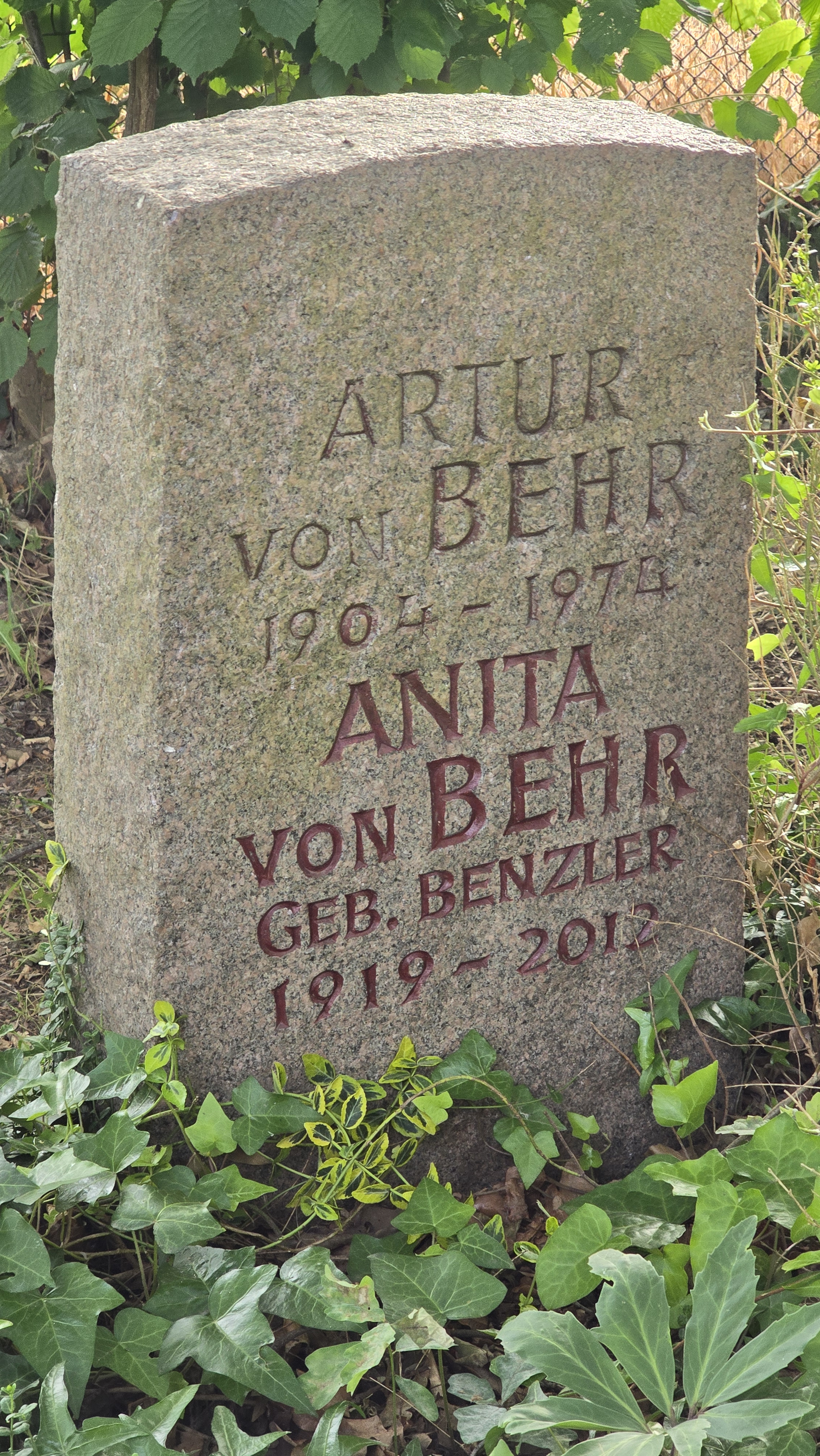
Grabstein Artur und Annita von Behr, geborene Benzler (1919–2012) auf dem Friedhof Hemmingen-Westerfeld

Im Jahr 1956 begann Behr mit der Herausgabe eines Rundbriefes Sozialistische Demokratie, der bis in die 1970er Jahre erschien. Er verließ die SPD und kandidierte 1960 für den Demokratischen Wählerverband Niedersachsen in der Göttinger Kommunalwahl, wo sich nach dem Verbot der KPD auch viele Kommunisten engagierten. Ein Haftbefehl wurde nach Protesten, auch aus der DDR, aufgehoben. Zur Bundestagswahl 1961 und 1965 kandidierte er für die Deutsche Friedens Union. 1963 begann nach vier Monaten Untersuchungshaft am Landgericht Lüneburg ein Prozess wegen Staatsgefährdung gegen von Behr. Für die Aktion Demokratischer Fortschritt kandidierte er in der Bundestagswahl 1969 als Spitzenkandidat in Niedersachsen.
Der Autor und US-Emigrant Karl Otto Paetel, den er noch aus der Zeit vor 1933 kannte, gab vor allem für seine Freunde in Deutschland den Rundbrief Gesprächsfetzen heraus, den Behr in Deutschland druckte.

## Schriften
- Jugend und Politik, in: Der junge Revolutionär, Nr. 3, 1927
- (Hrsg.): Baltische Rundschau, Monatsschrift des baltischen Deutschtums (Zeitschrift), 1950–1954